# FK Vršac
FK Vršac (srpski: ФК Вршац) bio je nogometni klub iz Vršca, Srbija. Osnovan je 1913., a ugašen 2017. godine zbog financijskih problema. Klupske boje bile su crveno-bijela, dok je rezervni dres bio tamnoplavi.

## O klubu
Nakon Drugog svjetskog rata klub dobiva novo ime Jedinstvo. U trećoj ligi Jugoslavije (Srpska liga – sjeverna skupina) prvi je put nastupio u sezoni 1947./48. i u konkurenciji 12 klubova osvojila je visoko četvrto mjesto.
Kao trećeplasirana ekipa Jedinstvene vojvođanske lige (četvrti rang) u ljeto 1966. ponovo je stekla pravo nastupa u trećem rangu (Srpska liga – sjeverna skupina) u kojem je igrala samo jednu sezonu. U nižem rangu, u sezoni 1967./68. ovoga puta završava kao drugoplasirani na tablici Jedinstvene vojvođanske lige i odmah se vraća u treći rang, gdje ostaje ovoga puta tri sezone, kada će u ljeto 1971. godine ispasti u Banatsku zonu (četvrti rang).
Povratak u trećeligaško društvo Vršca su izborili dvije godine nakon ispadanja, u ljeto 1973. godine. Opet će vršački nogometaši nakon samo jedne sezone završiti natjecanje u trećem rangu, nakon provjere će skliznuti u niži rang. Dvije godine kasnije, od ljeta 1976., Vrščan je ponovno u trećeligaškoj konkurenciji. U prvoj sezoni zauzeli su 12. mjesto, dok su u drugoj Vrščani sezonu završili na 16. poziciji, što je značilo ispadanje u četvrtu ligu (Jedinstvena liga vršačkog područja). U ljeto 1981. vršački nogometaši ponovno su se plasirali u treću ligu (Vojvođanska liga) i ostvarili zapažen rezultat, 6. mjesto na kraju sezone. U drugoj sezoni klub je bio deveti, dok je u sezoni 1983./84. Na kraju prvenstva FK "Vršac" je bio na petom mjestu Vojvođanske lige (do tada drugi najbolji plasman u povijesti kluba).
U sezoni 1984./85. kvalificirao se za Kup Jugoslavije, ispavši u prvom kolu nakon jedanaesteraca od Veleža iz Mostara.
Iako su završili na kraju Vojvođanske lige u sezoni 1987./88. završili kao 14. momčad, morali su ispasti, jer je reorganizacija jugoslavenskog nogometa bila na margini.
Iz četvrtog ranga (Prva vojvođanska liga) ispali su 1993./94. Četiri godine nakon ispadanja u petu razinu, u ljeto 1998., Vrščani su ponovno bili trećeligaši, au prvoj povratničkoj sezoni zauzeli su solidno deseto od osamnaest mjesta. Od ljeta 1999. godine nogometni klub iz Vršca vratio je svoje staro ime Jedinstvo. Dva ljeta kasnije, 2002. i do 2006. klub će se natjecati u četvrtom rangu, kada će ponovno izboriti plasman u trećeligaški razred (Srpska liga Vojvodina) u kojoj će ostati sljedećih šest godina. Najbolji plasman za to vrijeme, osmo mjesto, ostvarili su u sezoni 2010./11.
Od sezone 2014./15. FK Vršac ponovo je trećeligaš i u ovom natjecanju ostaje do sezone 2016./17. nakon osvojenog devetog mjesta na kraju prvenstva. Tad je ugašen.
Od travnja 2007. godine u gradu postoji OFK Vršac United, da bi klub u prosincu 2017. godine promijenio ime u OFK Vršac.

## Uspjesi

### Srbija
Vojvođanske lige Istok (4. rang)
- prvak: 2005./06., 2013./14.

## Poveznice
- Profil na srbijasport.net